# Marius Mioc
Marius Mioc (n. 23 iulie 1968, Timișoara) este un publicist român, participant la Revoluția din 1989 în Timișoara. Mioc este autorul mai multor lucrări de documentare și popularizare a evenimentelor din decembrie 1989 și a unor materiale de opoziție față de măsurile de oprire a pandemiei de COVID-19.

## Biografie
A absolvit Facultatea de Mecanică din Timișoara în 1993. A lucrat ca inginer la Prompt S.A. între 1993-1995. Între 1996 și 2000 a lucrat la departamentul de finanțe al firmei Procter & Gamble Timișoara (Detergenți S.A.), inițial analist financiar, apoi contabil șef. Din 1999 a început activități economice pe cont propriu.

### Revoluția din 1989
A fost prezent în mulțimea adunată în 16 decembrie 1989 în fața casei preotului László Tőkés și a participat la confruntările cu forțele de ordine din acea zonă. Ulterior, a îndemnat participanții la manifestație să continue demonstrația și în a doua zi, în 17 decembrie, plecând prin oraș pentru a anunța cât mai multă lume despre plănuirea reluării manifestațiilor. A fost reținut de forțele de ordine în noaptea de 16 spre 17 decembrie 1989. A fost arestat și bătut peste tălpi, picioare, spate, mâini.
Urmare a rolului jucat în instigarea și organizarea evenimentelor din decembrie 1989 de la Timișoara, autoritățile comuniste i-au întocmit dosar penal. Acest dosar a fost închis în iunie 1990 de către procurorul militar Samoilă Joarză cu rezoluție de ne-începere a urmăririi penale, ca urmare a abrogării art. 166 din Codul penal privind infracțiunea de propagandă împotriva orânduirii socialiste printr-un Decret al CFSN din ianuarie 1990.
În anul 2004, Mioc a obținut în instanță plata unor daune morale și materiale de la fostul șef al Securității Timiș, Traian Sima, autor al ordinului de arestare a manifestanților de la revoluție.

### Activitate civică
În 1990 s-a înscris în asociația "17 Decembrie" a răniților și familiilor îndoliate din revoluție din Timișoara. Este inițiator al boicotării activității Comisiei Senatoriale de cercetare a evenimentelor din 1989 de către revoluționari din Timișoara. În numele asociației „17 Decembrie” a cerut destituirea directorului SRI, Virgil Măgureanu, acuzându-l de falsificare a istoriei revoluției.

### Pandemia de COVID-19
Începând cu martie 2020, a criticat măsurile de combatere a pandemiei de COVID-19 luate de autorități, contestând veridicitatea informațiilor oficiale provenite de la Organizația Mondială a Sănătății. Mioc a tradus în limba română intervenții ale lui Sucharit Bhakdi, un fost redactor șef al Revistei Germane de Microbiologie Medicală și Igienă, discreditat datorită mesajelor conspiraționiste și antisemite.

## Publicații

### Autor unic
- Falsificatorii istoriei (Ed. Almanahul Banatului, 1994, reeditată la Ed. Marineasa în 1995)
- Revoluția din Timișoara așa cum a fost (Ed. Brumar, 1997)
- Revoluția din Timișoara și falsificatorii istoriei (Ed. Sedona, 1999)
- Revoluția fără mistere. Începutul revoluției române: cazul László Tőkés (Ed. Almanahul Banatului, 2002)
- The anticommunist Romanian Revolution (Ed. Marineasa, Timișoara, 2002; reeditată în 2004 și la editura Artpress, 2007)
- Libertatea și politrucii (Ed. Mirton, 2003)
- Curtea Supremă de Justiție - Procesele revoluției din Timișoara (1989), adunate și comentate de Marius Mioc (Ed. Artpress, Timișoara, 2004)
- Revoluția din 1989 și minciunile din Jurnalul Național. Mitul agenturilor străine. Mitul Securității atotputernice (Ed. Marineasa, 2005)
- Revoluția din 1989 pe scurt (Ed. Artpress, 2006)
- La revolution roumaine de 1989 (Ed. Artpress, 2007)
- Revoluția română, explicată pentru to(n)ți (Ed. Artpress, 2014)
- Istoricii și revoluția din 1989. Minciuni, falsificări, manipulări (Ed. Partoș, 2019)
- Revoluția de la Timișoara prin mărturii (Ed. Partoș, 2019)
- Covid, minciuna veacului (Ed. Partoș, 2020)

### Coautor
- O enigmă care împlinește 7 ani, Fundația Academia Civică, Biblioteca Sighet, 1997 (capitolul „Măsluirea istoriei revoluției”). Coordonatorul cărții – Romulus Rusan
- Întrebări cu și fără răspuns, Editura Mirton 2001 (capitolul „Politicienii și revoluția din 1989”). Coordonatorul cărții – Iosif Costinaș
- Revoluția română din 1989. Istorie și memorie, Editura Polirom, 2007. Coordonatorul cărții – Bogdan Murgescu
- Procesul de la Timișoara, volumul IX, tipografia Partoș, 2010 (sub egida asociației Memorialul Revoluției); Coordonatorii cărții – Traian Orban și Gino Rado
- Libertate te iubim, ori învingem, ori murim!, Editura Excelsior Art 2014 (carte a asociației „17 Decembrie” a răniților și familiilor îndoliate din revoluție; alți coautori: Corina Untilă și Angela Țintaru)